# Télécollaboration interculturelle
 (mai 2024).
La mise en forme du texte ne suit pas les recommandations de Wikipédia : il faut le « wikifier ».
Les points d'amélioration suivants sont les cas les plus fréquents. Le détail des points à revoir est peut-être précisé sur la page de discussion.
- Les titres sont pré-formatés par le logiciel. Ils ne sont ni en capitales, ni en gras.
- Le texte ne doit pas être écrit en capitales (les noms de famille non plus), ni en gras, ni en italique, ni en « petit »…
- Le gras n'est utilisé que pour surligner le titre de l'article dans l'introduction, une seule fois.
- L'italique est rarement utilisé : mots en langue étrangère, titres d'œuvres, noms de bateaux, etc.
- Les citations ne sont pas en italique mais en corps de texte normal. Elles sont entourées par des guillemets français : « et ».
- Les listes à puces sont à éviter, des paragraphes rédigés étant largement préférés. Les tableaux sont à réserver à la présentation de données structurées (résultats, etc.).
- Les appels de note de bas de page (petits chiffres en exposant, introduits par l'outil «  Source ») sont à placer entre la fin de phrase et le point final[comme ça].
- Les liens internes (vers d'autres articles de Wikipédia) sont à choisir avec parcimonie. Créez des liens vers des articles approfondissant le sujet. Les termes génériques sans rapport avec le sujet sont à éviter, ainsi que les répétitions de liens vers un même terme.
- Les liens externes sont à placer uniquement dans une section « Liens externes », à la fin de l'article. Ces liens sont à choisir avec parcimonie suivant les règles définies. Si un lien sert de source à l'article, son insertion dans le texte est à faire par les notes de bas de page.
- La présentation des références doit suivre les conventions bibliographiques. Il est recommandé d'utiliser les modèles {{Ouvrage}}, {{Chapitre}}, {{Article}}, {{Lien web}} et/ou {{Bibliographie}}. Le mode d'édition visuel peut mettre en forme automatiquement les références.
- Insérer une infobox (cadre d'informations à droite) n'est pas obligatoire pour parachever la mise en page.

Pour une aide détaillée, merci de consulter Aide:Wikification.
Si vous pensez que ces points ont été résolus, vous pouvez retirer ce bandeau et améliorer la mise en forme d'un autre article.
 (mai 2024).
La télécollaboration interculturelle (TC), également connue sous le nom d'échange virtuel ou d'échange international en ligne (EIO), est un outil d'apprentissage expérientiel utilisé dans le développement des compétences culturelles, notamment la communication interculturelle, la sensibilité culturelle et l'agilité culturelle.  Elle est "généralement considérée comme un échange interculturel basé sur l'internet entre des personnes de milieux culturels/nationaux différents, mis en place dans un contexte institutionnel dans le but de développer à la fois les compétences linguistiques et la compétence de communication interculturelle (telle que définie par Byram, 1997) par le biais de tâches structurées”,,,.

## Modèles types
Deux modèles sont les plus largement utilisés : 
- E-Tandem : des locuteurs de deux langues différentes sont associés pour engager une conversation de manière synchrone ou asynchrone, le temps étant réparti de manière égale entre les deux langues.
- Modèle interculturel mixte  souvent basé sur le "modèle de la culture", il utilise la juxtaposition de documents provenant de deux cultures différentes pour promouvoir l'exploration des différences culturelles par le biais de la comparaison[2].

## Origines
Les origines de la Coopération Interculturelle remontent aux efforts pionniers de Célestin Freinet dans les années 1920 en France et de Mario Lodi dans les années 1960 en Italie .
Grâce à l'exploitation de la technologie de l'époque, notamment la presse à imprimer et le service postal, les élèves de Freinet ont pu communiquer avec des élèves d'autres régions de France en créant des journaux de classe et des "paquets culturels" comprenant "des fleurs, des fossiles et des photos de leur région".  Les élèves de Lodi se sont engagés dans la création de "journaux d'élèves en collaboration avec des classes partenaires éloignées".  L'influence de ces premières expériences et initiatives est visible dans les activités en ligne telles que l'activité "E-Twinning Culture in a Box".

## Types de tâches
O'Dowd et Waire ,ont identifié 3 catégories principales de types de tâches émergeant de la littérature :
- Tâches d'échange d'informations : Les apprenants fournissent des informations sur eux-mêmes et sur leur propre culture.  Ces exercices sont généralement utilisés comme activités d'introduction et sont de nature "monologique", nécessitant peu de négociation de la signification culturelle ou linguistique.
- Tâches de comparaison et d'analyse : Les apprenants comparent et analysent des documents liés à la culture ou à la langue.  Ces tâches sont généralement plus exigeantes car les participants doivent "engager un dialogue afin d'établir des similitudes ou des différences entre les deux cultures".
- Tâches de collaboration : Outre l'échange lié à la comparaison culturelle et linguistique, les apprenants doivent produire un travail commun tel qu'" un blog, une entrée wiki, une page web, un site web, une histoire numérique ou une présentation "[2].Ces tâches requièrent " beaucoup de coordination et de planification ", mais donnent lieu à " des quantités substantielles de négociation et de signification aux niveaux linguistique et culturel ".[2]

## Avantages
Lorsque l'échange est de nature réflexive et comparative, il a été démontré qu'il conduisait à une plus grande "conscience culturelle critique", non seulement par la discussion, mais aussi par l'obtention de la signification du comportement culturel tel qu'il est perçu par le partenaire de collaboration, "à partir d'informateurs "réels" de la culture cible”. Elle peut également fournir aux apprenants des connaissances qu'ils ne trouveraient pas dans les manuels ou dans d'autres sources typiques d'apprentissage culturel et linguistique. Il a également été considéré comme un outil permettant de préparer efficacement les apprenants à travailler sur le marché du travail mondialisé actuel.

## Critiques
La télécollaboration inteculturelle ne produit pas toujours le résultat souhaité, à savoir la compréhension interculturelle.  Il a été observé que "l'exposition et la sensibilisation à la différence semblent renforcer les sentiments de différence plutôt que de les atténuer ",.
La télécollaboration interculturelle peut également provoquer des attitudes négatives à l'égard de la culture cible <ref>O’Dowd, R. (2012). Intercultural communicative competence through telecollaboration  et on a également constaté qu'elle favorisait les stéréotypes culturels trop généralisés en interprétant le comportement d'un individu particulier comme étant représentatif de toute une culture.

## Perspectives d'avenir
Grâce à l'essor des outils en ligne tels que les blogs, les wikis et les sites de réseaux sociaux, on assiste également à une augmentation des échanges interculturels qui sont " indépendants de la salle de classe " et " permettent un éventail beaucoup plus large de partenaires, de configurations linguistiques et de formes d'interaction " par le biais de la collaboration " dans des communautés d'intérêt spécialisées ou des environnements qui se concentrent sur des hobbies ou des intérêts spécifiques "   et qui permettent une " communication interculturelle dans la nature ".